# Processione dei Ceri
La Processione dei Ceri, spesso indicata semplicemente come Processione di Sant'Antonio, si svolge a Rieti ogni anno nel mese di giugno, nel contesto delle celebrazioni in onore di Sant'Antonio di Padova (Giugno Antoniano), di cui rappresenta il culmine.

## Storia

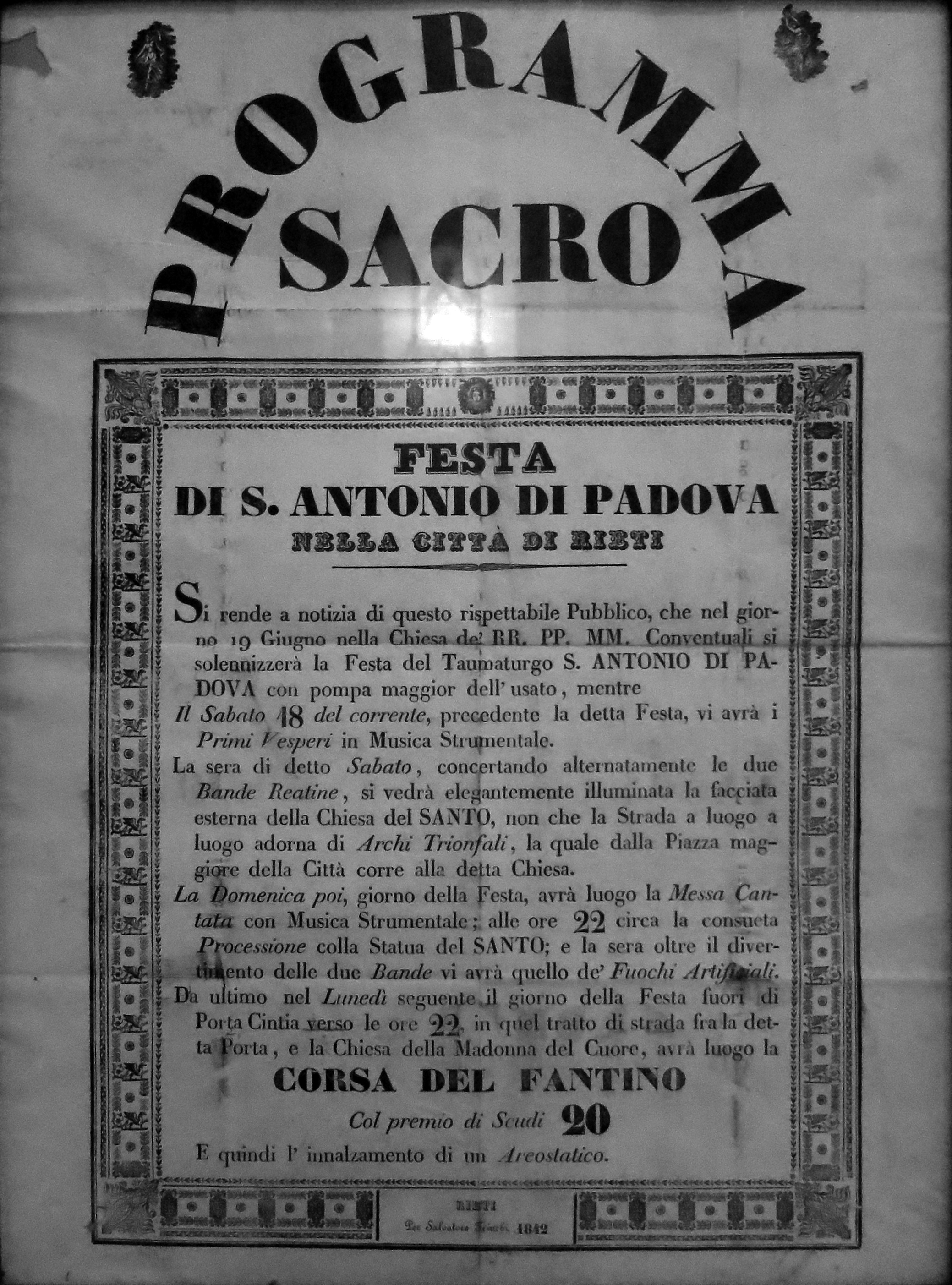
Il programma del Giugno Antoniano 1842

Sebbene la santa patrona di Rieti sia Santa Barbara, la città è fortemente legata alla figura di Sant'Antonio di Padova per la quale esiste un'antica e fortissima venerazione. Le prime testimonianze storiche sull'esistenza di una processione in suo onore risalgono a metà del Quattrocento; il perché di tanta devozione si perde nei secoli.
Sembra che le origini di questa manifestazione risalgano al 1232 quando Papa Gregorio IX, mentre si trovava a Rieti (che fu più volte sede papale in quel secolo), annunciò di voler canonizzare Antonio di Padova, perché la città già manifestava per lui una grande devozione. Tuttavia, per questioni politiche, il pontefice fu costretto ad allontanarsi da Rieti e la cerimonia si svolse invece a Spoleto. La reazione della città fu una fiaccolata di protesta, che con il tempo si trasformò nell'odierna processione.
A rafforzare la devozione dei reatini per Sant'Antonio c'è anche la coincidenza della celebrazione con la mietitura del grano, coltivazione storica della Piana Reatina: gli agricoltori della Piana attribuiscono a Sant'Antonio il salvataggio del raccolto nell'anno 1926, minacciato da continue piogge che terminarono con l'approssimarsi della festa del santo.

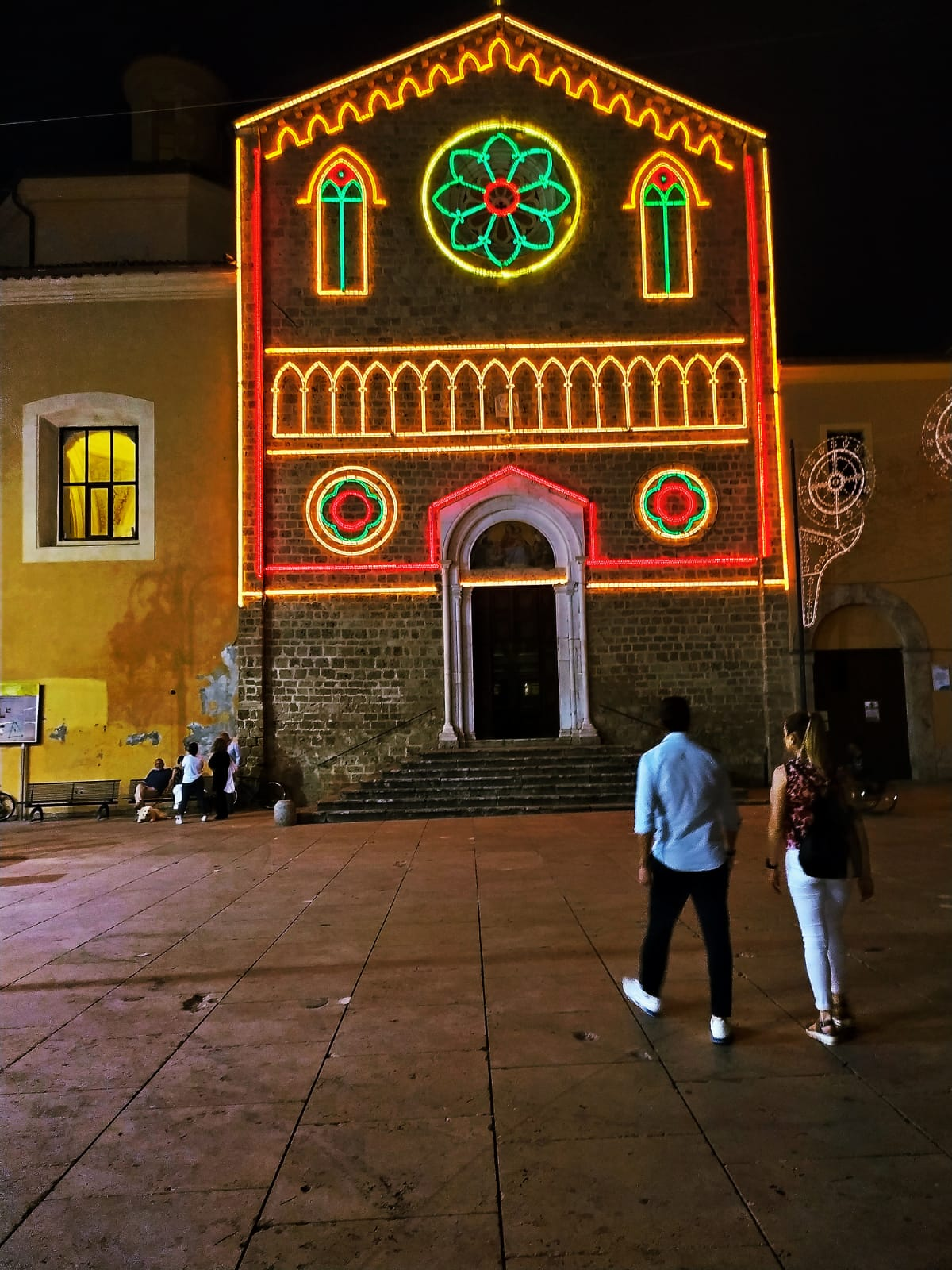
La chiesa di San Francesco, punto di origine e di fine della processione, addobbata con luminarie per le celebrazioni

La celebrazione della festa non fu sospesa nemmeno nel corso delle due guerre mondiali. Da ricordare a questo proposito il giugno antoniano 1944, preceduto dai violenti bombardamenti del quartiere borgo (6 giugno) e allietato dall'ingresso in città degli alleati il giorno dopo l'esposizione (13 giugno), evento che molti attribuirono al santo.

## La Processione dei Ceri

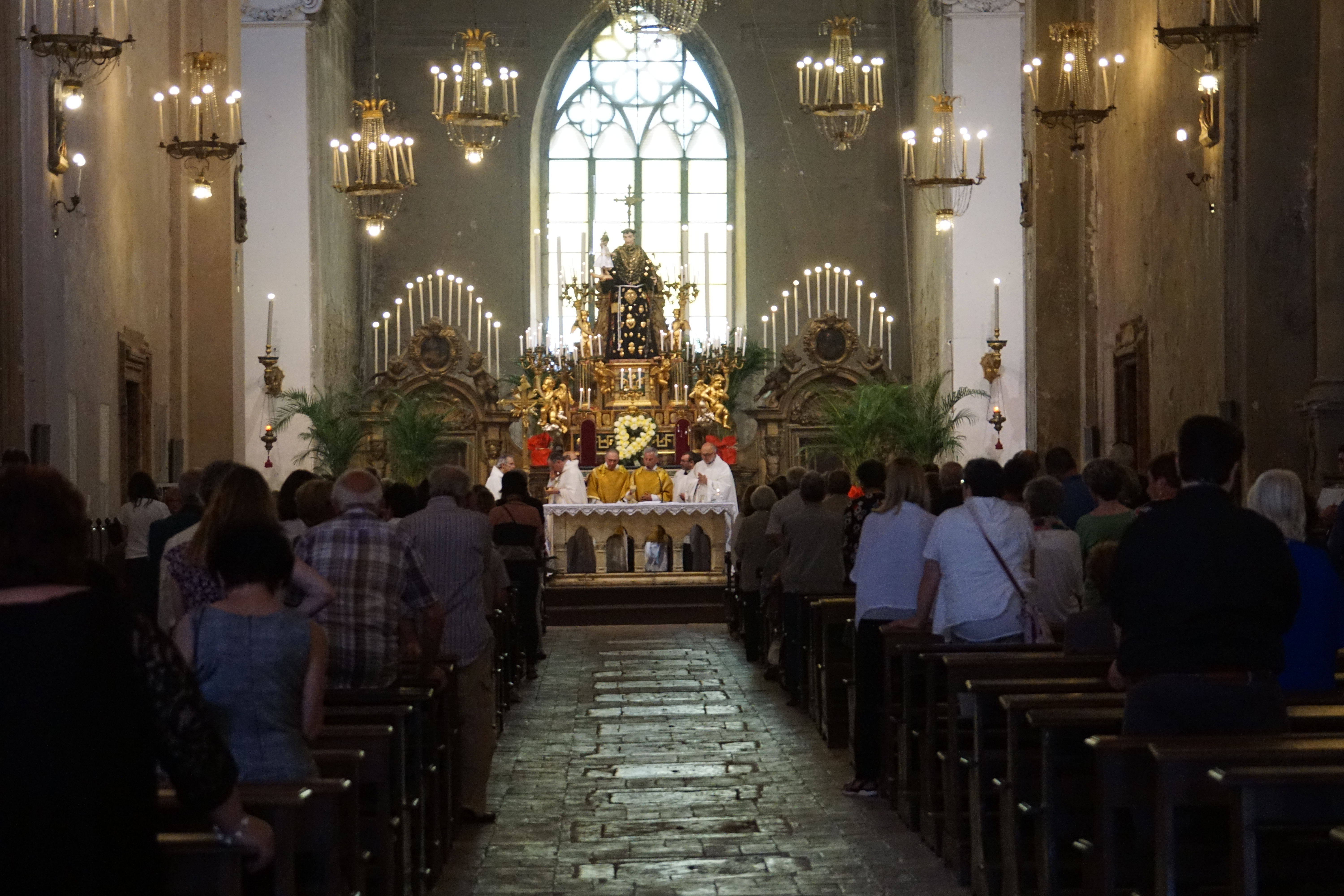
La statua del santo esposta all'interno della chiesa di San Francesco

L'esposizione della statua del santo, adornata dei gioielli in oro offerti dei fedeli come ringraziamento per le "grazie" ricevute, avviene il 12 giugno presso la Chiesa di san Francesco; l'evento viene salutato dal suono delle campane di tutte le chiese della città, e dall'esplosione in aria di petardi.
Generalmente, nel tardo pomeriggio della seconda domenica dopo l'esposizione ha luogo la processione, che parte dalla chiesa di San Francesco. Per prima cosa i fedeli iniziano a formare due file, che si inseriscono lungo i bordi della strada che fiancheggia Piazza San Francesco, dando vita alla testa del lungo corteo. A quel punto, all'interno della chiesa, viene sollevata la statua del santo, che con la macchina lignea sulla quale è posta e con l'aggiunta del necessario all'illuminazione dei candelabri, supera la tonnellata di peso. I sedici portatori (quattro per angolo), estratti a sorte nei giorni precedenti tra gli appartenenti alla Pia unione di sant'Antonio di Padova e vestiti di un saio francescano nero, muovono l'insieme lungo la navata della chiesa fino all'uscita, aiutati da altri due (uno davanti e una dietro) che hanno il compito di controllare che i due lati della macchina restino alla medesima altezza.

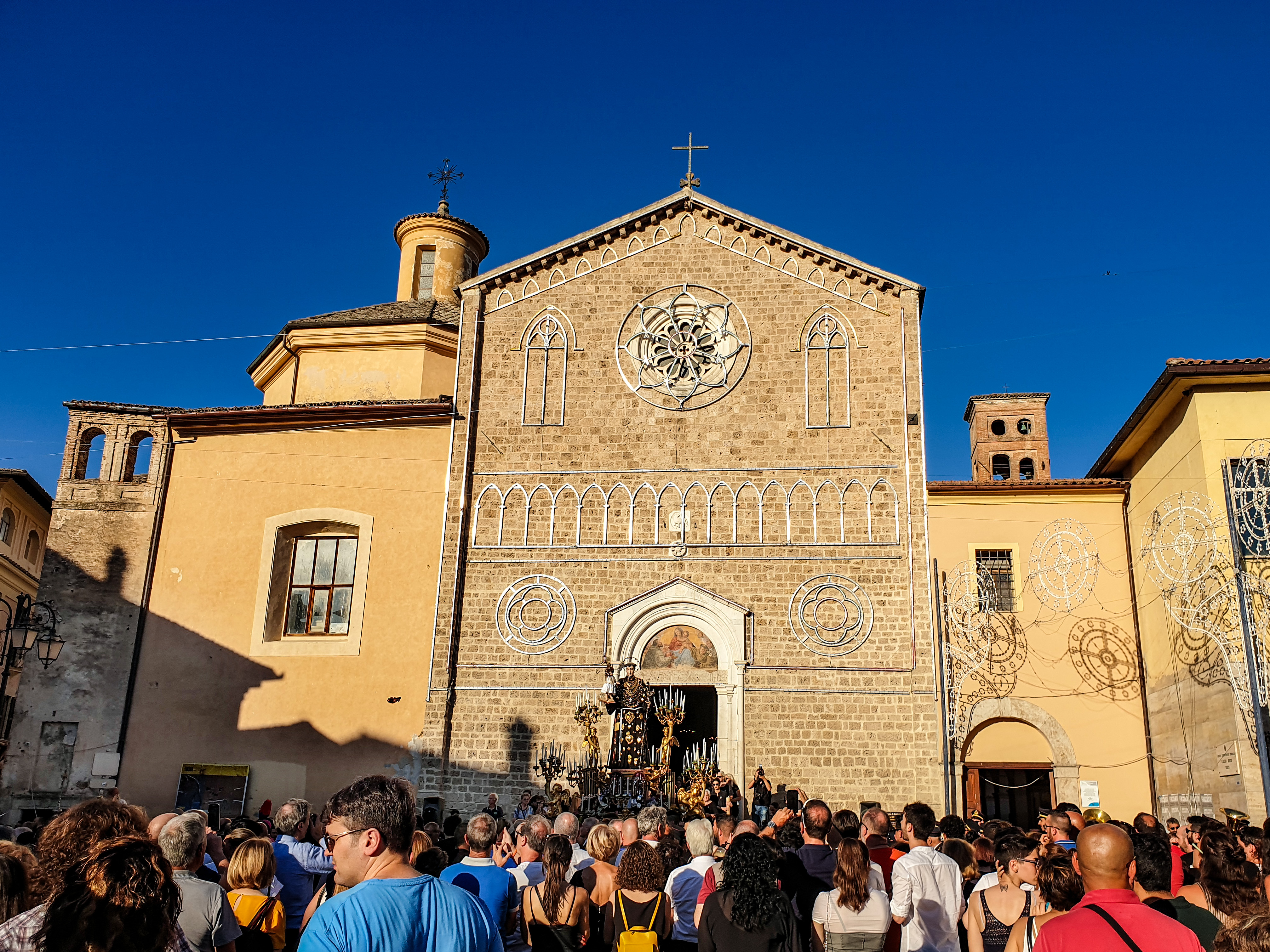
L'uscita della macchina dalla chiesa

Arrivati sulla soglia, si arrestano poggiando il tutto su quattro sostegni in legno fissati sotto la struttura, mostrando la statua ai fedeli, che rispondono applaudendo e lanciando altri petardi, per annunciare l'uscita all'intera città. Uscendo dalla chiesa, i portatori devono scendere alcuni ripidi scalini con la macchina in spalla: per evitare di farla oscillare sono necessari grande equilibrio e forza fisica. A questo punto la figura del santo si inserisce nella processione, preceduta dalle varie cariche pubbliche e religiose, e seguita da altri fedeli.
Tra i fedeli, le prime sono donne vestite di nero; alcune di esse, per devozione, per penitenza o per ringraziare il santo di qualche grazia ricevuta, percorrono l'intero tragitto a piedi nudi. La processione deve il suo nome al fatto che la maggioranza dei fedeli portano con sé grossi ceri votivi (che arrivano a pesare fino a 30 kg e a volte vengono trasportati su carretti appositi) che tengono accesi per tutto il cammino, regalando con il calar della sera un pittoresco spettacolo all'osservatore. La cerimonia percorre le strade del centro storico infiorate ed addobbate con luminarie, mentre i fedeli pregano, accompagnati dalle bande musicali presenti. Il corteo si ferma in piazza Cesare Battisti, davanti alla cattedrale di Santa Maria, per permettere la celebrazione di una piccola messa, e infine si conclude con il ritorno alla chiesa di San Francesco, da dove era partito.
Qui ha luogo la tradizionale offerta di cioccolata e biscottini e l'ultimo saluto della folla all'immagine del Santo prima della riposizione nella chiesa, mentre il vescovo benedice la statua e i presenti rivolgendo a questi alcune parole. Segue, intorno alla mezzanotte, uno spettacolo pirotecnico.

## Altri eventi del Giugno Antoniano

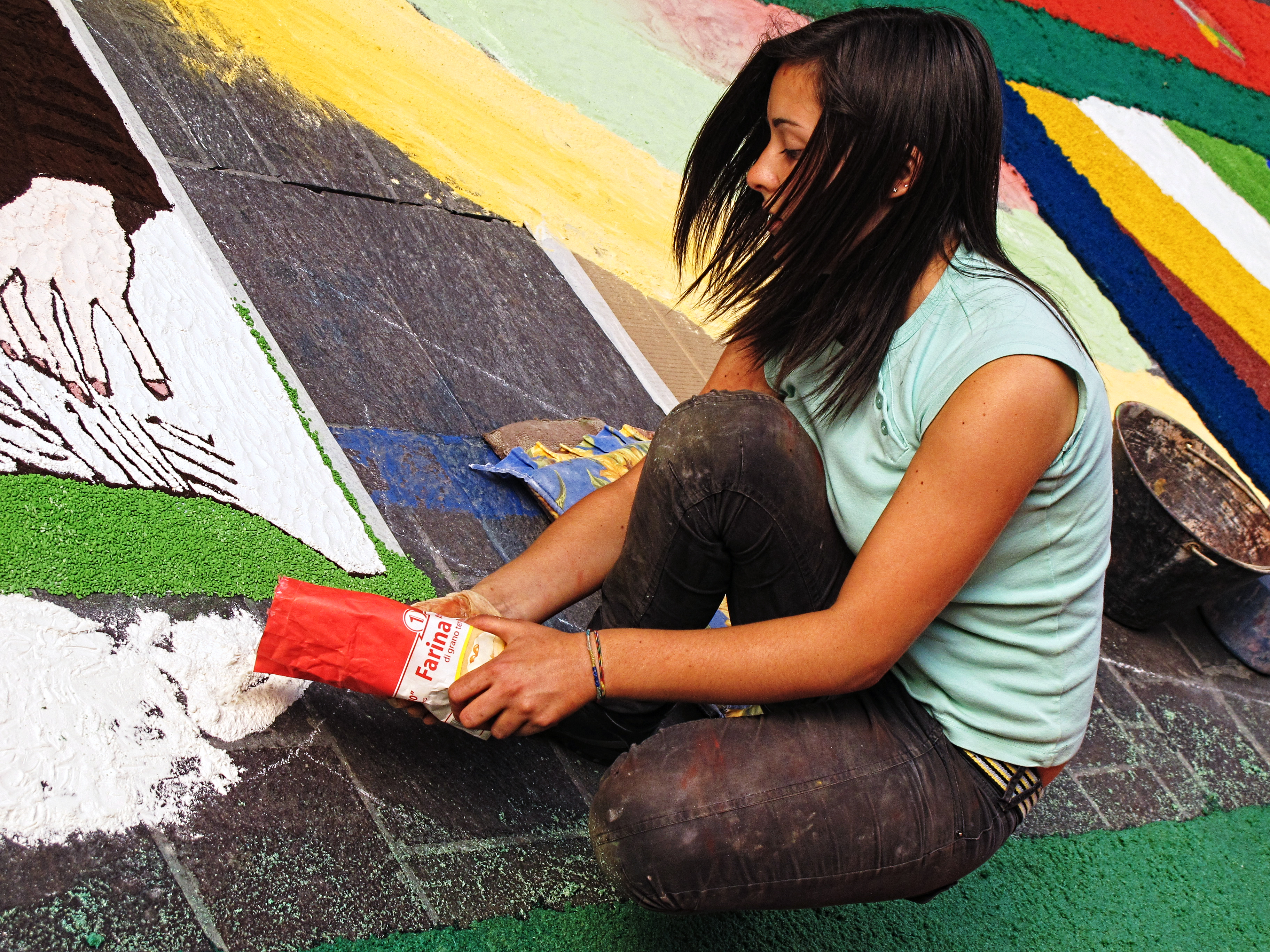
Infiorata di Sant'Antonio

Oltre alla processione e all'esplosione di fuochi pirotecnici, durante il periodo che va tra l'esposizione e la processione hanno luogo anche altri eventi e tradizioni:
- L'Infiorata di Sant'Antonio è la tradizione di comporre decorazioni e disegni a tema religioso sulle principali vie del centro storico. I disegni vengono preparati in anticipo scegliendo le composizioni da riprodurre (che spesso sono copie di dipinti o affreschi d'autore) e abbozzati su grandi fogli. I fiori, sia freschi che secchi e ridotti in frammenti (la loro raccolta avviene nell'arco dell'intero anno), vengono usati per dare al disegno la tonalità di colore voluta e posizionati sui fogli con l'aiuto di una colla.

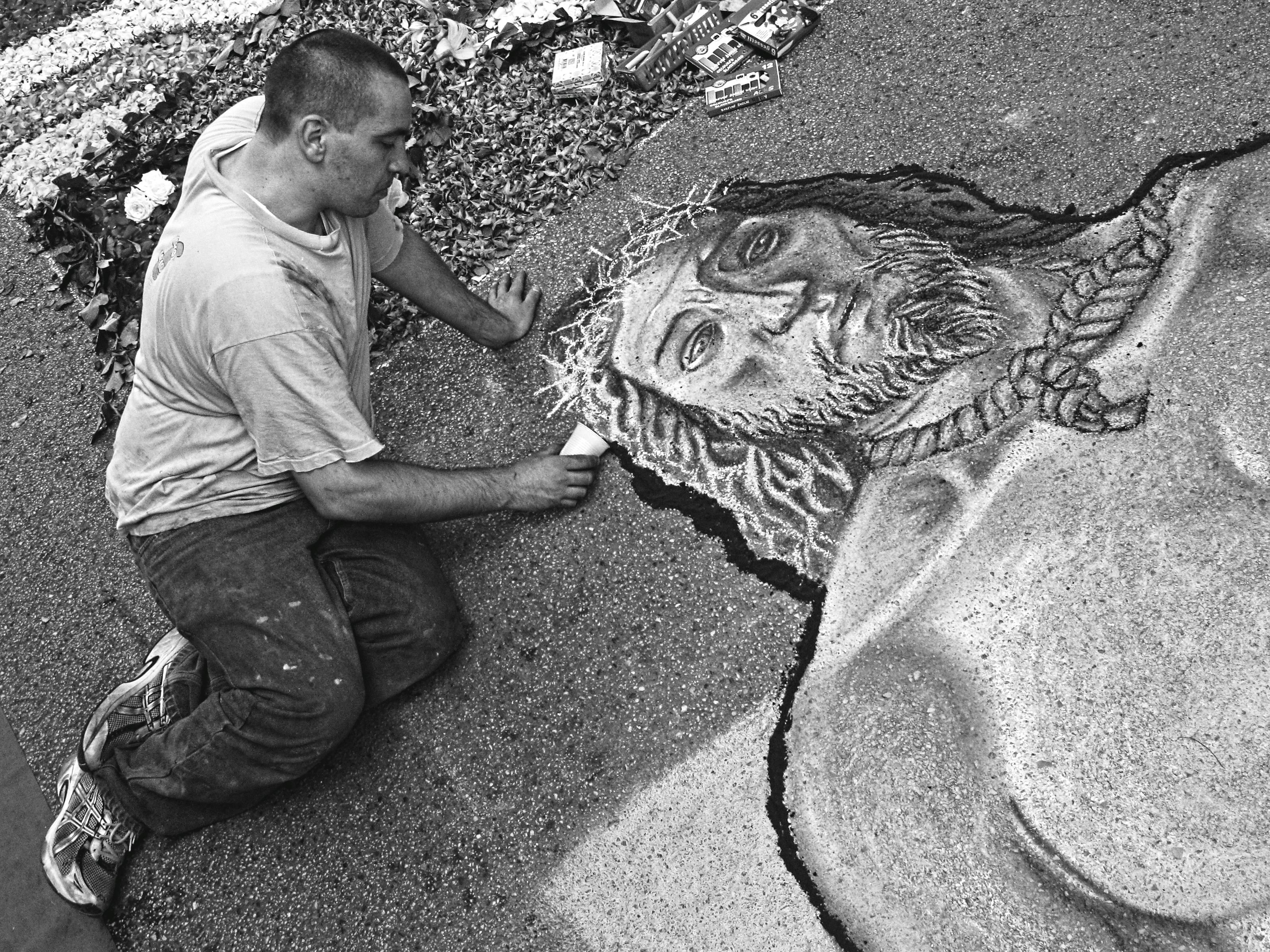
L'infiorata

- La Fiera di Sant'Antonio, che dall'edizione 2014 si svolge in Piazzale Leoni e via Duprè Thesèider (nel quartiere di Città Giardino),[5] precedentemente si svolgeva in viale Liberato di Benedetto (quartiere Molino della Salce) e originariamente nel centro storico. Tradizionalmente le bancarelle vengono allestite nel pomeriggio del 12 giugno (l'apparsa della fiera, una sorta di "anteprima") e la fiera vera e propria si svolge nella giornata del 13 giugno.